# Kulturzentrum Backstage

Logo

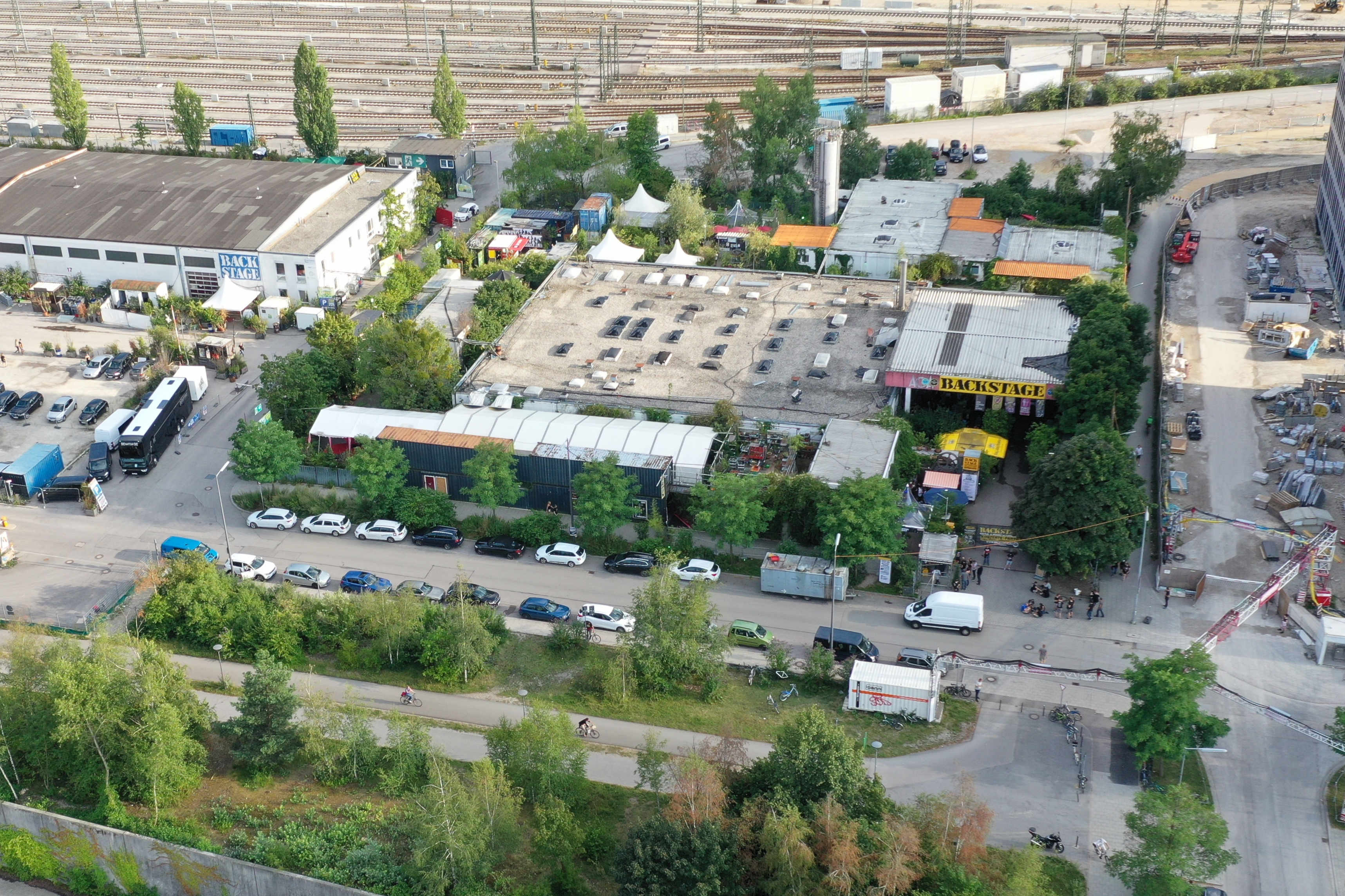
Das aktuelle Backstage-Gelände (seit 2007)

Das Kulturzentrum Backstage ist ein Veranstaltungsort in München, der sich dem Genre der alternativen Musik verschrieben hat. Er befindet sich an der Friedenheimer Brücke im Stadtteil Neuhausen-Nymphenburg. Zum Backstage-Gelände gehören die Halle, der Club, das Werk der Biergarten sowie das Gelände rund um die Arena.

## Geschichte
Das Veranstaltungsprojekt Backstage besteht seit dem 11. Januar 1991 und ist aus der Jugendkulturinitiative x-ray e. V. hervorgegangen. Zielsetzung ist es, strukturelle wie inhaltliche Defizite in München in den Bereichen der Jugend- und Szenekultur zu beheben.
Zunächst in der Graubündener Straße 100 in München-Fürstenried/West angesiedelt, befand sich das Backstage von 1993 bis 2001 auf dem Gelände Helmholtzstr. 18, 80636 München, von 2001 bis 2007 Friedenheimer Brücke 7. Der aktuelle Standort hatte vormals die Anschrift Wilhelm-Hale-Str. 38, aufgrund einer Straßenumbenennung lautet sie seit 2010 Reitknechtstr. 6.

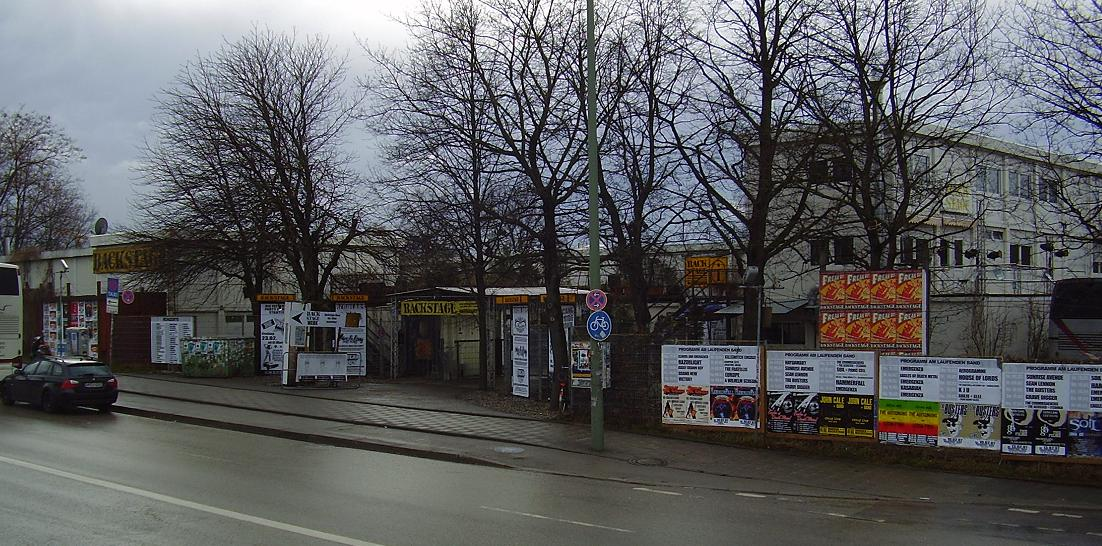
Das dritte, sogenannte „New Backstage“ an der Friedenheimer Brücke (2001–2007)

Das Backstage wird von der Backstage Concerts GmbH mit Geschäftsführer Hans-Georg Stocker betrieben, die den Aufbau rein durch Eigenleistung bewerkstelligt hat. Dabei dienen wirtschaftliche (kommerziell) orientierte Arbeitsweisen und Strukturen (ohne öffentliche finanzielle Förderung) nicht primär der Gewinnerzielung, sondern der Gewährleistung von möglichst nicht kommerziellen Angeboten.
1999 gab der US-amerikanische Rapper Eminem im Backstage sein erstes Konzert in Deutschland.

### Bevorstehender Umbau
Aufgrund der Bauprojekte rund um das Backstage droht auch dem dritten Standort seit 2013 immer wieder das Ende. Als Ausgleich sollten neue unterirdische Räume geschaffen werden, wobei dieser Plan aufgrund der hohen Kosten und des hohen Zeitbedarfes nicht endgültig beschlossen wurde. Da die Frist von knapp 1,5 Jahren zu kurz war, „um [laut Stocker] ordentlich planen zu können“, wollte dieser den Mietvertrag eventuell zum Jahreswechsel 2012 nicht mehr verlängern. Dies hätte eine Zwangsräumung zur Folge gehabt.
Nach einem Kompromiss zwischen Stocker und dem Grundstückseigentümer wird das Backstage in seiner jetzigen Form auch 2019 bleiben. Direkt östlich wurde ein neues Grundstück gekauft, das ab Herbst 2019 die neue Heimat des Backstage sein könnte.
Die Jugendinitiative „Backstage erhalten“ versucht zudem, den Club langfristig zu retten. Dazu veranstalteten sie bereits Flashmobs, und auf einer Facebook-Projektseite appellieren sie an die Verantwortlichen, diesen für die Münchner Jugendkultur wichtigen Club nicht zu schließen.
Update 2025: Das Backstage erfreut sich weiterhin sehr großer Beliebtheit.

## Veranstaltungen
Schwerpunktmäßig finden im Backstage Konzerte, Tanzveranstaltungen, Film/Kino, Festivals, Sportübertragungen, Diskussions- und gesellschaftliche Veranstaltungen, vereinzelt Kleinkunst, Kabarett, Ausstellungen und Märkte statt. In den unterschiedlichen Räumen auf den 3.600 Quadratmetern können mehrere Veranstaltungen gleichzeitig laufen, beispielsweise eine Sportübertragung in der Halle und separat davon ein Metal-Konzert im Club. Andererseits gibt es All-Area-Veranstaltungen, die auf dem gesamten Gelände stattfinden bzw. mehrere Veranstaltungsflächen einbeziehen.
Dazu finden regelmäßig Sonderveranstaltungen und Festivals wie das Free&Easy-Festival statt.

## Musikalische Richtungen
Aktuelle musikalische Schwerpunkte sind Hip-Hop, Dub/Ragga/Reggae, Ethno-Jazz, Alternative, Independent, Punkrock/Hardcore, Metal, Electronic, Rock, Funk/Soul.

## Schwerpunkte gesellschaftlich
Die gesellschaftlichen Schwerpunkte liegen in der Förderung der Toleranz zwischen den Kulturen und Menschen, dem Schutz der Menschenrechte, dem Kampf für soziale und politische Gerechtigkeit, dem Antifaschismus und der Förderung von eigenverantwortlichem, produktivem Handeln mit besonderem Fokus auf jüngere Menschen.
Seit Januar 2016 nimmt das Backstage an der Garderobe keine Pelzmäntel bzw. Jacken und Mäntel mit Pelzbesatz mehr entgegen.